# BMW M42
BMW M42 — рядный четырёхцилиндровый бензиновый двигатель внутреннего сгорания немецкого автоконцерна BMW, производство которого началось в 1989 году и закончилось в 1996 году. Является дальнейшим развитием двигателя BMW M40, от которого отличается наличием четырёх клапанов на цилиндр (вместо двух). Головка блока цилиндров аналогична BMW M50. В 1992 году в двигатель был добавлен регулятор детонации и впускной патрубок переключения передач.

## Технические характеристики
Двигатель имеет четыре цилиндра, два верхних распределительных вала, приводимых в движение двойной роликовой цепью, и толкатели чашек. В него встроена система зажигания. Картер был заимствован у BMW M40 без изменений, коленчатый вал кованый. С диаметром цилиндра 84 мм и ходом поршня 81 мм двигатель имеет рабочий объём 1796 см3. Его номинальная мощность составляет 100 кВт при 6000 об/мин. Система управления двигателем — Bosch Motronic M 1.7.
M42 считается самым «спортивным» четырёхцилиндровым двигателем BMW со времён BMW S14, и его также ласково называют «M3 для бедных». Слабым местом двигателя M42 является прокладка головки блока цилиндров, которая обычно протекает из-за неисправной прокладки в корпусе ГРМ на торце двигателя.
| Двигатель | Объём    | Мощность                            | Крутящий момент        | Годы производства |
| --------- | -------- | ----------------------------------- | ---------------------- | ----------------- |
| M42B18    | 1796 см3 | 100 кВт (136 л. с.) при 6000 об/мин | 172 Нм при 4600 об/мин | 1989—1992 (E30)   |
| M42B18    | 1796 см3 | 103 кВт (140 л. с.) при 6000 об/мин | 175 Нм при 4500 об/мин | 1992—1996 (E36)   |

### BMW S42B20
BMW S42B20 — спортивный вариант BMW M42.